# Бекмаханова, Наиля Ермухановна
Наиля Ермухановна Бекмаханова (каз. Нәйлә Ермұқанқызы Бекмаханова; род. 20 ноября 1940, Алма-Ата) — советский, казахский и российский историк и общественная деятельница, доктор исторических наук, профессор, главный научный сотрудник Центра истории народов России и межэтнических отношений Института российской истории РАН. Специалист по истории народов России, Казахстана и Центральной Азии в XVIII—XXI веках, автор школьных учебников по истории Казахстана.

## Биография
Родилась 20 ноября 1940 года в городе Алматы. Отец — Ермухан Бекмаханов, историк, доктор исторических наук, член-корреспондент Академии наук Казахской ССР. Мать — Амина Зарифовна Бекмаханова-Губеева, преподаватель биологии. Сестра — Надия Ермухановна Бекмаханова, микробиолог, доктор биологических наук. Наиля окончила среднюю школу № 40 в Алматы.
В 1963 году окончила Московский государственный историко-архивный институт (МГИАИ) и поступила в аспирантуру Ленинградского отделения Института истории АН СССР. В 1966 году под руководством М. П. Вяткина защитила диссертацию «Участие казахов Младшего и Среднего казахских жузов в Крестьянской войне 1773—1775 гг. под предводительством Е. И. Пугачева» и получила учёную степень кандидата исторических наук.
В 1966—1967 годах работала младшим научным сотрудником отдела истории дореволюционного Казахстана в Институте истории, археологии и этнографии АН Казахской ССР. В 1967—1970 годах работала старшим преподавателем кафедры истории Казахской ССР Казахского государственного университета имени С. М. Кирова.
С 1970 года работает в Москве в Институте истории СССР АН СССР (сейчас Институт российской истории РАН). Занимала должности старшего, затем — ведущего научного сотрудника отдела общих проблем истории народов СССР, с 1991 года — ведущего научного сотрудника Центра истории народов России и межнациональных проблем, позднее — главного научного сотрудника Центра истории народов России и межэтнических отношений.
В 1978 или 1979 году защитила докторскую диссертацию «Формирование многонационального населения Казахстана и Северной Киргизии последней четверти XVIII — 60-х гг. XIX в.» и получила учёную степень доктора исторических наук. В 1985 или 1995 году получила учёное звание профессора.
Муж — Батырбек Нарбаев, архитектор, лауреат премии правительства РФ. Сын — Назым Нарбаев, историк и дипломат, советник МИД РФ, доктор исторических наук.

## Деятельность
Автор более 300 научных статей, а также 30 монографий. Специализируется на истории народов России, Казахстана и Центральной Азии в XVIII—XXI веках, в том числе на социально-экономической и политической истории, международных отношениях, исторической географии, демографии, картографии, истории права, историографии и источниковедения.
Член редколлегий научных журналов «Евразия» (Россия), «Кочевники» (Швеция), «Вопросы истории и археологии Западного Казахстана» (Казахстан). Член диссертационных советов Российского университета дружбы народов (Москва, с 1980 года) и Западно-Казахстанского университета (Уральск; с 2005 года). Член Географического общества СССР (1970—1991) и «Ассоциации востоковедов России».
Автор школьных учебников по истории Казахстана, в том числе 2 хрестоматий, написанных совместно с отцом и выдержавших суммарно 29 изданий на казахском, русском и уйгурском языках (первые 4 издания — с отцом, остальные 25 самостоятельно).
На протяжении 20 лет входила в президиум Комитета советских женщин, курировала стипендиаток из разных стран, учившихся в вузах СССР, представляла работу Комитета советских женщин в США, читала лекции в пяти университетах. Являлась одной из основателей Казахской региональной национально-культурной автономии Москвы.